# River Raid
River Raid je akční videohra, kterou v roce 1982 navrhla a naprogramovala Carol Shaw ze společnosti Activision. Hráč ovládá letoun letící nízko nad řekou a ničí nepřátelské lodě, letouny, helikoptéry a mosty. V průběhu letu musí doplňovat palivo. Z důvodu omezené velikosti ROM (4 096 bajtů) a RAM (128 bajtů) je koryto řeky i rozmístění nepřátel generováno pomocí posuvného registru s lineární zpětnou vazbou.